# Akiko Higashimura
Akiko Higashimura (jap. 東村アキコ Higashimura Akiko; ur. 15 października 1975 w prefekturze Miyazaki) – japońska mangaka.
Zadebiutowała w magazynie „Shūkan Morning”. Później stworzyła mangę Kisekae Yuka-chan, która pierwszy raz ukazała się w magazynie „YOU”. 
Była kilkakrotnie nominowana do nagrody Manga Taishō. W 2008 za Himawari: Kenichi Legend, w 2009 za Mama wa Temparist, w 2010 roku za Kuragehime, w 2011 roku za Omo ni naitemasu, a w latach 2016 i 2017 za Tokijskie singielki i ich tęgie rozkminy.
W 2015 roku wygrała nagrodę Manga Taishō za Kakukaku shikajika.

## Twórczość
- Kisekae Yuka-chan (きせかえユカちゃん) (2001 Shūeisha)
- Himawari: Kenichi Legend (ひまわりっ 健一レジェンド) (2006 Kōdansha)
- Mama wa Tenparist (ママはテンパリスト) (2008 Shūeisha)
- Kuragehime (海月姫 〜くらげひめ〜) (2008 Kōdansha)
- Omo ni naitemasu (主に泣いてます) (2010 Kōdansha)
- Kakukaku shikajika (かくかくしかじか) (2012 Shūeisha)
- Meropon dashi! (メロポンだし!) (2013 Kōdansha)
- Tokijskie singielki i ich tęgie rozkminy (東京タラレバ娘 Tōkyō tarareba musume) (2014 Kōdansha)
- Bishoku tantei Akechi Gorou (美食探偵 明智五郎) (2015 Shūeisha)
- Himoxile (ヒモザイル) (2015 Kōdansha, zawieszona)
- Yukibana no tora (雪花の虎) (2015 Shōgakukan)